# Dagobert II.
Dagobert II. (* 652; † 23. Dezember 679 in Mouzay bei Stenay) aus der fränkischen Herrscherdynastie der Merowinger war von 676 bis zu seiner Ermordung König von Austrasien und wurde später als Märtyrer und Heiliger der katholischen Kirche verehrt.

## Leben
Als Sigibert III., König von Austrasien, im Jahre 656 starb, wurde sein vierjähriger Sohn Dagobert durch den pippinidischen Hausmeier Grimoald verdrängt. Ob Dagobert zu dieser Zeit kurzzeitig den Thron Austrasiens innehatte, ist unter Historikern umstritten und gilt als eher zweifelhaft. Infolge dieses Staatsstreichs setzte Grimoald seinen eigenen Sohn Childebert, der vor der Geburt Dagoberts von Sigibert III. adoptiert worden war, auf den Thron. Um die Herrschaft dieses Childebert nicht zu gefährden, wurde Dagobert dem Dido von Poitiers übergeben und in ein Kloster nach Irland gebracht, wo er als Mönch erzogen wurde. Später kam Dagobert nach England, wo er an einem Königshof erzogen wurde. In dieser Zeit lernte er Bischof Wilfrid von York kennen. Dieser ermöglichte zusammen mit dem Hausmeier Wulfoald die Rückkehr des Merowingers. Dagobert II. heiratete in erster Ehe die angelsächsische Prinzessin Mechtilde.
Trotz der Abwesenheit Dagoberts scheiterte Grimoalds Staatsstreich. Nach dem Tode Childeberts fiel das Teilreich Austrasien an Childerich II. Er regierte von 662 bis zu seinem Tod im Jahre 675. Verschiedene austrasische Führer unter dem Hausmeier Wulfoald riefen Dagobert im Jahre 676 aus Irland auf den Königsthron nach Austrasien zurück. Dagoberts Rückkehr erfolgte gegen den erbitterten Widerstand des neustrischen Hausmeiers Ebroin, der seine Herrschaft auf das gesamte Frankenreich ausdehnen wollte. Um sich eine große Unterstützung zu sichern, musste sich der Merowinger mit einigen Verpflichtungen einverstanden erklären, welche hauptsächlich Vorteile für die Oberschicht bedeuteten.
Dagobert überließ die Regierung seinem Hausmeier Wulfoald und konzentrierte sich auf fromme Übungen und wohltätige Werke. Er baute Kirchen und gründete verschiedene Klöster, wie zum Beispiel das Kloster Surbourg im Elsass.
Unmittelbar nach den neu ausbrechenden Kämpfen zwischen Austrasien und Neustrien wurde Dagobert am 23. Dezember 679 wohl von dem ihm feindselig gesinnten Hausmeier Ebroin auf der Jagd im Wald Woëvre zwischen Stenay an der Maas und Verdun ermordet. Im dortigen Kloster Stenay wurde der ermordete König begraben und später als Märtyrer verehrt.
Dagobert II. starb, ohne Nachkommen zu hinterlassen. Nachfolger wurde sein Vetter Theuderich III., der König Neustriens und Burgunds.

## Verehrung und Rezeption
Spätestens seit 1068 galt der Heilige Dagobert als Patron der Kirche, vornehmlich in Lothringen und im Elsass. Die Kirche Saint Dagobert wurde während der Französischen Revolution 1789 zerstört, und die Reliquien gingen bis auf den Schädel verloren.
Die moderne Legende eines angeblichen Sohnes namens Sigibert IV. (676–758), genannt „Le Plant-Ard“, späterer Graf von Razés und Vorfahre von Gottfried von Bouillon, ist ohne jeglichen historischen Beleg und basiert ausschließlich auf von Pierre Plantard gefälschten Dokumenten im Rahmen der Affäre um die „Prieuré de Sion-Erfindung“, die in dem pseudohistorischen Buch Der Heilige Gral und seine Erben aufgegriffen und populär gemacht wurden.